# Rompin

Rompins läge i delstaten Pahang.

Rompin är ett distrikt i delstaten Pahang, Malaysia. Distriktet har 114 901 invånare (2010).